# جان کر (ورزشکار)
جان کر (انگلیسی: John Kerr؛ زادهٔ ۹ اوت ۱۹۵۱) قایقران قایق بادبانی اهل کانادا است.